# Antepione indiscretata
Antepione indiscretata là một loài bướm đêm trong họ Geometridae.